# UIC-Y

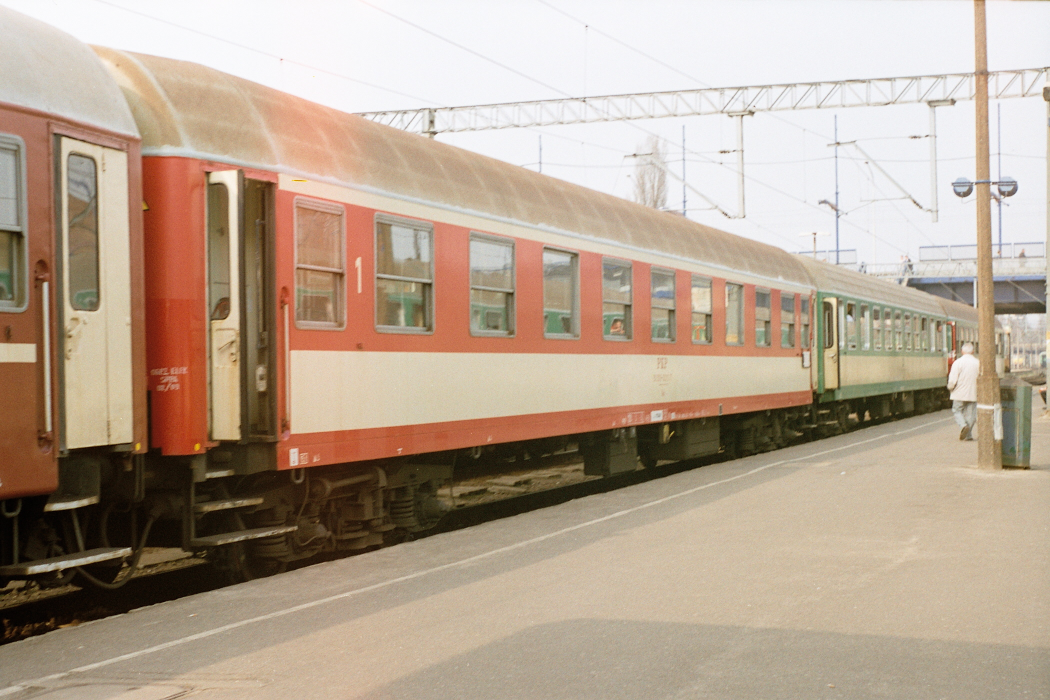
Wagony standardu UIC-Y (112A i 111A)

UIC-Y – standard wagonów pasażerskich dostosowanych do ruchu międzynarodowego wprowadzony przez Międzynarodowy Związek Kolei. Przyjęty w 1961 i stosowany do dziś. 
Wagony spełniające standard UIC-Y wyposażone są m.in. w:
- drzwi wejściowe (zewnętrzne) skrzydłowo-łamane;
- standardowe mostki przejściowe z zabudowanymi wałkami gumowymi na zewnątrz ścian czołowych wagonu;
- ogrzewanie parowe i elektryczne lub nawiewne;
- instalację rozgłoszeniową;
- 9 przedziałów w klasie pierwszej, 10 przedziałów w klasie drugiej;
- 6 miejsc w przedziale klasy pierwszej, 8 w klasie drugiej;
- długość ze zderzakami 24,5 metra.

Standardy UIC-Y spełniają wagony polskiej budowy typów m.in. 110A, 111A, 112A, 113A, 120A, 609A i pochodnych.
Następcą standardu UIC-Y jest wprowadzony w latach 70. UIC-Z.